# 鈴木ゆき (歌手)
鈴木 ゆき（すずき ゆき、1982年2月9日 - ）は、日本の女性歌手。血液型O型。旧芸名はユキ、ゆき、鈴希 ゆき。

## 概要
- 2002年6月にボーカルユニット「YeLLOW Generation」のメインボーカル「ユキ」としてDefSTAR RECORDSからメジャーデビュー。シングル9枚、アルバム2枚、DVD3枚をリリース後、2006年11月に解散。

- 解散後は、ゆき名義でラジオ番組のレギュラー出演や、インディーズのコンピレーション・アルバムへの参加。

- 2009年より鈴希ゆき名義でのソロ活動を開始。1月28日、『コミックZERO-SUM』誌面にて、アニメ版『07-GHOST』のオープニングテーマ曲を歌うことを発表。同年2月9日、公式サイトを開設。

- 2010年より鈴木ゆき名義でのソロ活動を開始。2010年4月よりジェイアイプロモーションに所属。

- YeLLOW Generation時代の所属事務所の研音、および所属レコード会社のDefSTAR RECORDSが同じであった、歌手の奥田美和子と親交がある。

ただし、YeLLOW Generationの研音およびDefSTAR RECORDS所属は、デビューから解散の2002年より2006年、奥田の研音所属は、奥田美和子としてデビューの2000年2月より2006年、DefSTAR RECORDS所属は2000年10月より2001年と、YeLLOW Generationと奥田の研音所属期間は重なっていたが、レコード会社の所属は時期は異なっている。

## ディスコグラフィ

### シングル
| 枚  | 発売日        | タイトル     | 規格品番   | 規格品番   | 備考                                                                                          | オリコン 最高位 |
| 枚  | 発売日        | タイトル     | DVD付      | 通常盤     | 備考                                                                                          | オリコン 最高位 |
| --- | ------------- | ------------ | ---------- | ---------- | --------------------------------------------------------------------------------------------- | --------------- |
| 1st | 2009年7月29日 | 緋色のカケラ | AVCA-29256 | AVCA-29257 | 鈴希ゆき名義、表題曲はテレビアニメ『07-GHOST』オープニング主題歌、c/w「シグナル」を作詞担当。 | 27位            |
| 2nd | 2016年11月9日 | ホントのウソ |            | FNFY-28    | 鈴木ゆき名義                                                                                  | 位              |

### 参加作品
| 発売日        | 商品名            | 歌   | 楽曲                                | 備考                      |
| ------------- | ----------------- | ---- | ----------------------------------- | ------------------------- |
| 2008年5月28日 | JPOP IN THE HOUSE | ゆき | 「BOY MEETS GIRL」 「ひだまりの詩」 | ROPPONGI WAVE RECORDSより |

### 映像商品
- EVENT DVD アニメ07-GHOST〜あなたに神のご加護を〜（2009年11月20日、MMBV-4010）

## 出演

### ラジオ
- ゴチャ・まぜっ!火曜日 ミニコーナー（2007年4月–2008年3月、MBSラジオ）※ゆき名義